# Проскурякова, Елена Борисовна
Елена Борисовна Проскурякова (род. 19 апреля 1985, Пржевальск) — киргизская дзюдоистка. Участница летних Олимпийских игр 2008 года.

## Биография
Елена Проскурякова родилась 19 апреля 1985 года в городе Каракол Киргизской ССР (сейчас в Кыргызстане).
В 2004 году стала чемпионкой Кыргызстана по дзюдо среди юниорок до 20 лет в весовой категории до 78 кг. Пять раз выигрывала женский чемпионат страны: в 2007—2008 годах в весе до 70 кг, в 2009—2011 годах — в весе до 63 кг. В 2012 году завоевала серебро чемпионата Кыргызстана в весе до 63 кг.
Дважды участвовала в летних Азиатских играх. В 2006 году в Гуанчжоу в весе до 63 кг выбыла в первом раунде, в 2010 году в Дохе в весе до 70 кг  поделила 5-е место
В 2008 году вошла в состав сборной Кыргызстана на летних Олимпийских играх в Пекине. В весовой категории до 78 кг в первом раунде проиграла завоевавшей золото Ян Сюли из Китая, в утешительном турнире уступила Пурэвжаргалын Лхамдэгд из Монголии.
В 2010 году заняла 5-е место на Кубке Европы в Оренбурге и 7-е место на Кубке мира в Ташкенте в весе до 63 кг.
В 2011 году участвовала в чемпионате Азии в Абу-Даби, где заняла 5-е место в весе до 63 кг.